# Mario Andrea Rigoni
Mario Andrea Rigoni (Asiago, 2 giugno 1948 – Montebelluna, 15 ottobre 2021) è stato un saggista, scrittore e poeta italiano.

## Biografia
Professore emerito di Letteratura italiana all'Università di Padova, esordì come critico nel 1970 quando, ancora studente universitario, pubblicò nella rivista "Sigma" (26, 1970) La lettera e il Logos, il primo saggio apparso in Italia sul pensiero di Jacques Derrida, col quale egli sarebbe subito dopo entrato in contatto anche epistolare. 
Laureatosi con Enzo Turolla in Storia della critica nel 1971, diede successivamente alle stampe una serie di importanti studi sul pensiero simbolico dal Medioevo al Barocco, occupandosi, tra l'altro, di Giovanni Scoto Eriugena, Pico della Mirandola, Torquato Tasso, Giovan Battista Marino e Emanuele Tesauro: essi sono stati recentemente raccolti nel volume Maschere della verità. Il pensiero figurato dal Medioevo al Barocco (Carocci 2016).

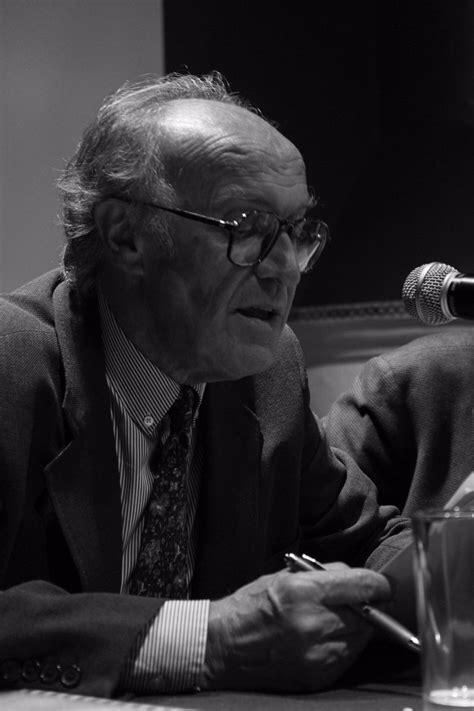
Mario Andrea Rigoni (Città del Messico, 2017)

Ha inoltre curato, in collaborazione con Elena Zanco, una traduzione dal greco dei Geroglifici di Orapollo (Rizzoli BUR 1996), introdotto la traduzione italiana delle Conjectures on original composition di Edward Young (Book 2008), scritto i saggi Chimere vicentine (nel volume miscellaneo Venezia e le altre. Scrittori del mondo nel Veneto e scrittori veneti nel mondo, a cura di R. Bruni, Il Notes magico 2009) e Princìpi della critica romantica (nel volume miscellaneo Studi sul Romanticismo italiano, a cura di E. Ghidetti e R. Turchi, Le Lettere 2019). Ha anche introdotto opere di altri autori, classici e moderni (Esiodo, Saffo, Orazio, Catullo, Pessoa, Yourcenar) e curato un’antologia dei Ricordi letterari di Léon Daudet (scelta e introduzione di Mario Andrea Rigoni, traduzione e note di Luigia Zilli, La scuola di Pitagora 2017). Nel 2001 ha ricevuto all’Accademia dei Lincei, dalle mani del Presidente della Repubblica Carlo Azeglio Ciampi, il Premio “Roncaglia-Mari” per la letteratura.
L'altro autore al quale Rigoni ha prestato una durevole attenzione è Cioran, del quale è stato amico e corrispondente: l'epistolario intercorso tra i due è stato pubblicato nel 2007, sotto il titolo Mon cher ami, presso l'editore Il notes magico di Padova. 
Rigoni ha promosso la conoscenza di Cioran in Italia dirigendo per Adelphi la traduzione dell'opera e raccogliendo i suoi scritti sul pensatore franco-romeno nei volumetti In compagnia di Cioran (Il notes magico 2004, trad. francese  di Michel Orcel col titolo Cioran dans mes souvenirs, P.U.F. 2009), Ricordando Cioran (La scuola di Pitagora 2011) e Per Cioran (La scuola di Pitagora 2017).
Per oltre trent'anni Rigoni ha collaborato alle pagine culturali del "Corriere della Sera". Alcuni dei suoi numerosi articoli sulla letteratura straniera sono stati raccolti in un volume organico, Scorciatoie per l’abisso (Aragno 2015).

## Gli scritti letterari
Come scrittore, Rigoni ha esordito nel 1981 pubblicando, nella rivista "In forma di parole", diretta da Gianni Scalia, una serie di pensieri e frammenti su Platone, poi riuniti, insieme ad altri aforismi, in Variazioni sull'Impossibile (uscito precedentemente nella traduzione francese di Michel Orcel presso L'Alphée 1986) da Rizzoli 1993; nuova edizione, con prefazione di Tim Parks, Il notes magico 2006. A questa raccolta aforistica, antologizzata da Gino Ruozzi nel secondo volume degli Scrittori italiani di aforismi (I Meridiani Mondadori 1996), ne sono seguite altre tre: Elogio dell'America (Liberal 2003, postfazione di Ruggero Guarini, ristampa La Scuola di Pitagora 2016; trad. francese, Le Capucin 2002), Vanità (Aragno 2010, trad. spagnola di Fabrizio Cossalter,Vanidad, Città del Messico, Ai Trani Editores 2017; ristampa La Scuola di Pitagora 2021) e Fondi di cassetto.
Aforismi e frammenti, che contiene anche una sezione poetica (Elliot 2019).
Alla scrittura aforistica Rigoni ha affiancato quella narrativa, pubblicando quattro libri di racconti: Dall'altra parte (Aragno 2009, postfazione di Ruggero Guarini, Premio "Settembrini" 2009), Estraneità (postfazione di Paola Capriolo, La scuola di Pitagora 2014) Miraggi (Elliot 2017) e Disinganni (Elliot 2019). Un'antologia di tutte queste raccolte è stata edita in greco col titolo I Skoteiní Ópsi ton Pragmáton (Il lato oscuro delle cose, a cura di Maria Fragkouli, Atene, Loggia 2021). Uno dei racconti di Dall'altra parte, intitolato Troppo tardi, figura nella traduzione inglese di Gregory Dowling nella rivista newyorkese “Conjunctions” (Too late, 1 luglio 2009). Recente è la sua prima raccolta di poesie, Colloqui con il mio demone, postfazione di Francesco Zambon (Elliot 2021). Postumo è uscito un secondo volume poetico, Immanenza, con un'analisi metrica di Luigi Cerantola e postfazione di Francesco Rognoni (Elliot 2022). Diversi ricordi dello studioso e scrittore sono apparsi su quotidiani e riviste online.

## Pubblicazioni

### Scritti saggistici
- Saggi sul pensiero leopardiano, Padova, Cleup, 1982 (ed. accresciuta, prefazione di Emil Cioran, Napoli, Liguori, 1985), ristampato successivamente come Il pensiero di Leopardi, prefazione di Emil Cioran, Milano, Bompiani, 1997 (ed. accresciuta, con una nota di Raoul Bruni, Torino, Aragno, 2010).
- In compagnia di Cioran, Padova, Il notes magico, 2004.
- Un breve scambio epistolare su Leopardi (con Sebastiano Timpanaro), a cura di Alberto Rodighiero, in “Paragone/Letteratura”, febbraio-giugno 2009.
- Ricordando Cioran, Napoli, La scuola di Pitagora, 2011.
- Chi siamo: letteratura e identità italiana, Napoli, La scuola di Pitagora, 2012.
- Marilyn Monroe, Napoli, La scuola di Pitagora, 2012.
- Il materialismo romantico di Leopardi, Napoli, La scuola di Pitagora, 2013; nuova edizione accresciuta 2017.
- Scorciatoie per l'abisso, Torino, Aragno, 2015.
- Lo scrittore come critico, Napoli, La scuola di Pitagora, 2016.
- Per Cioran, Napoli, La scuola di Pitagora, 2017.

### Scritti letterari
- Variazioni sull'Impossibile, Milano, Rizzoli, 1993 (nuova edizione, con un saggio introduttivo di Tim Parks, Padova, Il notes magico, 2006).
- Elogio dell'America, prefazione di Ruggero Guarini, Roma, Liberal, 2003 (rist. La scuola di Pitagora, 2016).
- Dall'altra parte. Racconti, postfazione di Ruggero Guarini, Torino, Aragno, 2009.
- Vanità, Torino, Aragno, 2010.
- Elogio della sigaretta, Napoli, La scuola di Pitagora, 2010.
- Estraneità, postfazione di Paola Capriolo, Napoli, La scuola di Pitagora, 2014.
- Miraggi, Roma, Elliot, 2017.
- Disinganni, Roma, Elliot 2018.
- Fondi di cassetto: aforismi e frammenti, Roma, Elliot 2019.
- Colloqui con il mio demone, postfazione di Francesco Zambon, Roma, Elliot, 2021.